# 梁雯蔚
梁雯蔚（Sandy Leung Man Wai，1995年5月8日—），香港女演員，19歲開始涉足演藝圈， 曾在《2017年度香港小姐競選》入圍最後十強，「big big channel最佳髮腳大獎」得主，曾為無綫電視經理人合約女藝人。

## 背景

### 學生時期

#### 小學時期
梁雯蔚於小學時期曾考獲全級第三名，為交響樂口琴隊長、乒乓球校隊、體操隊及校園電台小DJ，亦參與過三屆香港學校粵曲歌唱比賽、第57屆香港學校英文朗誦節，獲優異及良好成績、乒乓球比賽青少年組女子單打獲季軍、於2005年度香港教學網資優學生比賽及第六屆芳草杯少兒書畫大賽（兒童國畫組），均獲頒優異奬。

#### 中學時期
在中學時期，梁雯蔚由香港神託會培基書院轉讀東華三院馮黃鳳亭中學，入讀精英班及為品行優異生，曾考獲全級第四名；中文科全級第一；英文科全級第二；地理科全級第三；視覺藝術及體育科亦獲突出表現獎。梁雯蔚曾擔任校報編委會主席、攝影學會主席、領袖生組長、中文學會聯絡及文書，同時為中英文辯論隊、星榆舞蹈學校中國舞組成員，曾參與第29屆奧林匹克運動會以香港體育展示團隊表演中國舞。歡樂滿東華2008為鄭少秋《梁祝》拉二胡一曲作中國舞表演，並於第44、45屆學校舞蹈節獲得中國舞（群舞）甲級獎。

#### 大學時期
完成中五課程後，17歲赴澳洲布里斯本昆士蘭科技大學修讀大學基礎班，亦於昆士蘭大學學習德文。兩年後回流香港，繼續修讀大學課程之外；機緣下於英皇娛樂演藝創意學院取得演藝專業文憑，並開始其演藝事業；2017年6月，以榮譽學士畢業於英國伯明翰大學企業管理系。

### 演藝發展
梁雯蔚於2014、2015年客串拍攝英皇電影《三條友飲醉走》及《幸運是我》、Property Finder Advertising Limited/Room3
Limited《愛的禮物》微電影等，於2015年加入北京村木田國際文化傳媒有限公司（香港）（Star Village Entertainment) 參與幕後工作，擔任副導、編劇、攝影、後期指導等職務；2016年為進修演藝，曾入選為北京電影學院影視表演系學生。其後，更開始擔任模特兒，曾為模度勢 Model International Ltd.、SING MODEL LTD.、Model Factory Ltd. 等模特兒公司之模特兒，參與走秀、電視及平面廣告拍攝工作。2017年5月加入台灣知名UpLive直播平台，參與主播工作一個月。2017年6月參選《2017年度香港小姐競選》，其後就讀第29期藝員訓練班，2018年4月並正式與無綫電視簽約成為旗下經理人合約藝人。
2018年9月開始接觸KOL工作，至今已與多個品牌及機構合作──合作品牌及機構不分先後次序，包括：Burberry、Chloé、半島精品店與咖啡廳、
國泰航空、3M、滴露、ORA、Mannings、Uber、位元堂、Dove、SUPREME、一田、麥當勞、Pizza Hut、元氣壽司、UNIQLO、Wacoal、可口可樂、Nature Valley、Bonaqua、維他奶、 維特健靈、賢者之食卓、優益C、滴露、眼鏡88、竹酢和田保健貼、環球唱片、豐澤、匯豐銀行、恆生銀行、星展銀行、SmartTone、BLOOM、香港貿發局、香港設計中心、L'OREAL、INNISFREE、FANCL、雪花秀、資生堂、樂而雅、Biore、Philosophy、Physiogel、SOFINA、IPSA、Kiehl's、Essential、est、Za、THREE、Crest、PYUAN、DUO、Drunk Elephant、Art Piece、Atelier Cologne等。
2020年4月梁雯蔚以素人身份參加 big big channel 網上煮食節目《疫境廚神》，其YouTube頻道SL Lifestyles拍攝製作嘅黃金牛奶 X 薑黃拿鐵咖啡、黃金紫薯湯圓、迷你班㦸以及星空雪耳桃膠糖水影片均入選節目當中，而星空雪耳桃膠糖水的影片更獲選為《疫境廚神500道滋味》第十組呃Like美食最高票數，在「最受歡迎疫境廚神」選舉獲得第28名。

### 軼聞
陳敏之、楊卓娜及王丹妮為梁雯蔚的中學師姐。

## 作品

### 電視劇（無綫電視）
| 年份   | 劇名                     | 角色                              |
| 2018年 | 再創世紀                 | 富二代、伴娘、追思接待、記者      |
| 2018年 | 愛·回家之開心速遞        | 女情人 / 職員                     |
| 2018年 | BB來了                   | 朋友                              |
| 2018年 | 再親我好媽               | 護士                              |
| 2018年 | 兄弟                     | 新聞主播                          |
| 2018年 | 是咁的，法官閣下         | 侍應                              |
| 2019年 | 包青天再起風雲           | 太師府丫鬟                        |
| 2019年 | 十二傳說                 | 網友、職員                        |
| 2019年 | 丫鬟大聯盟               | 丫鬟                              |
| 2019年 | 金宵大廈                 | 女客                              |
| 2019年 | 愛·回家之開心速遞        | Tiffany                           |
| 2019年 | 福爾摩師奶               | 護士                              |
| 2019年 | 街坊財爺                 | 職員                              |
| 2019年 | 鐵探                     | CID                               |
| 2019年 | 牛下女高音               | 情侶                              |
| 2019年 | 解決師                   | 周詩婷                            |
| 2019年 | 多功能老婆               | 小天                              |
| 2019年 | 救妻同學會               | 宿友                              |
| 2019年 | 廉政行動2019             | 甄兆華                            |
| 2019年 | 她她她的少女時代         | Leo女伴                           |
| 2020年 | 大醬園                   | 業妾                              |
| 2020年 | 黃金有罪                 | 霞                                |
| 2020年 | 法證先鋒IV               | 何護士                            |
| 2020年 | 十八年後的终极告白       | 邝寶珠（青年）                    |
| 2020年 | 反黑路人甲               | 公關                              |
| 2020年 | 降魔的2.0                | 羊羊                              |
| 2020年 | C9特工                   | 護士                              |
| 2020年 | 過街英雄                 | 桐女友                            |
| 2020年 | 那些我愛過的人           | 護士                              |
| 2020年 | 迷網                     | Sandy                             |
| 2020年 | 愛·回家之開心速遞        | Suki / 秋香 / 仇朋友              |
| 2020年 | 木棘証人                 | 接待員                            |
| 2020年 | 使徒行者3                | 護士                              |
| 2020年 | 愛·回家之開心速遞        | 凌波 / 秋香                       |
| 2020年 | 踩過界II                 | 主播 / 記者                       |
| 2020年 | 堅離地愛堅離地           | OL                                |
| 2021年 | 陀槍師姐2021             | 行山客                            |
| 2021年 | 失憶24小時               | 路人 / 前台職員                   |
| 2021年 | 愛美麗狂想曲             | 模特兒                            |
| 2021年 | 大步走                   | 女客                              |
| 2021年 | 伙記辦大事               | 賽車女郎                          |
| 2021年 | 逆天奇案                 | 保鑣                              |
| 2021年 | 欺詐劇團                 | 編劇                              |
| 2021年 | 刑偵日記                 | 特案組組員                        |
| 2021年 | 七公主                   | 律師助手                          |
| 2021年 | 我家無難事               | 職員                              |
| 2021年 | 星空下的仁醫             | 游淼淼                            |
| 2021年 | 換命真相                 | 售貨員                            |
| 2021年 | 拳王                     | 工作人員 / 化妝師 / 參加者 / 觀眾 |
| 2021年 | 十月初五的月光           | 胸肺科診所護士                    |
| 2022年 | 愛上我的衰神             | 女生                              |
| 2022年 | 鐵拳英雄                 | 偽娘                              |
| 2022年 | 食腦喪Ｂ                 | 主持                              |
| 2022年 | 雙生陌生人               | 記者                              |
| 2022年 | 童時愛上你               | 模特兒                            |
| 2022年 | 回歸                     | 記者                              |
| 2022年 | 白色強人II               | 客人、傷者、實習醫生              |
| 2022年 | 痞子殿下                 | 紅硃                              |
| 2022年 | 黯夜守護者               | 酒客 / 舞女                       |
| 2022年 | 下流上車族               | 莫雯慧（青年）                    |
| 2022年 | 輕·功                    | 化妝師                            |
| 2022年 | 有種好男人               | 客人                              |
| 2023年 | 新四十二章               | 鄒嘉蔚                            |
| 2023年 | 法言人                   | 陳燕莉                            |
| 2023年 | 隱門                     | 范鳳書（Judy）                    |
| 2023年 | 寵愛Pet Pet              | 徐之穎（Yumi）                    |
| 2023年 | 飛常日誌                 | 旅客                              |
| 2023年 | 愛·回家之開心速遞        | 貴婦                              |
| 2024年 | 黑色月光                 | 公關                              |
| 2024年 | 法證先鋒VI﹕倖存者的救贖 | 譚淑敏                            |
| 2025年 | 富貴千團                 | 校服女                            |
| 2025年 | 奪命提示                 | 記者                              |

### 綜藝節目（無線電視）
| 年份   | 節目名                          | 性質     |
| 2017年 | 萬千星輝賀台慶50周年            | 跳舞表演 |
| 2017年 | 歡樂滿東華2017                  | 打氣隊   |
| 2017年 | 聖誕•天降奇緣                   | 中學生   |
| 2017年 | 馬家過聖誕                      | 子妮朋友 |
| 2017年 | 萬千星輝頒獎典禮2017 王者前哨戰 | 啦啦隊   |
| 2018年 | myTV SUPER 情人節宣傳片         | 畢業生   |
| 2018年 | 萬千星輝頒獎典禮2017            | 開幕禮儀 |
| 2018年 | 都市閒情之安齡初一              | 麻雀友   |
| 2018年 | 大玩特玩 新春篇                 | 中學生   |
| 2018年 | 降魔的捉妖遊戲                  | 大學生   |
| 2018年 | Ben Sir睇樓團                   | 妻子     |
| 2024年 | 萬千星輝賀台慶57周年            | 表演     |

### 電影
| 首映   | 電影名                    | 角色        |
| 2014年 | 英皇電影 《三條友飲醉走》 | 女僕 / 女客 |
| 2015年 | 英皇電影 《幸運是我》     | 途人        |

### 微電影
| 年份   | 微電影名                                                        | 角色   |
| 2016年 | Property Finder Advertising Limited & Room3 Limited《愛的禮物》 | 女職員 |

### MV
| 年份 | MV                                               | 歌手   | 角色                   |
| 2015 | 北京村木田國際文化傳媒有限公司《一個長心繭的人》 | 郭清宇 | 副導 / 攝影 / 後期指導 |
| 2019 | 星夢娛樂《鐵石心腸》                             | 鄭俊弘 | 配角                   |

### 時裝表演
| 年份 | 時裝表演                                                  |
| 2017 | 廣東時裝周2017                                            |
| 2018 | 香港博物館節2018 「驚艷—長衫 X 南音派對」長衫時裝騷開幕禮 |

### 舞蹈表演
| 年份 | 演出節目                                         | 項目   |
| 2008 | 第29屆北京奧林匹克運動會馬術比賽香港體育展示表演 | 中國舞 |
| 2008 | 歡樂滿東華2008 王國潼 鄭少秋 《梁祝》            | 中國舞 |

### 雜誌刊物
| 年份 | 出版                                      |
| 2017 | TVB Weekly Issue 1052 Miss Hong Kong 2017 |
| 2020 | 東方新地 第1198期                         |

### 獎項
| 年份 | 獎項                                                                                     |
| 2017 | big big channel 最佳髮腳大獎                                                             |
| 2021 | 疫境廚神500道滋味 第十組呃Like美食第1名 (星空雪耳桃膠糖水)「最受歡迎疫境廚神」選舉第28名 |
| 2021 | 明星運動會「女子三人籃球比賽」季軍                                                       |

## 外部連結
- 梁雯蔚的Instagram帳戶